# سيلفان تشوميت

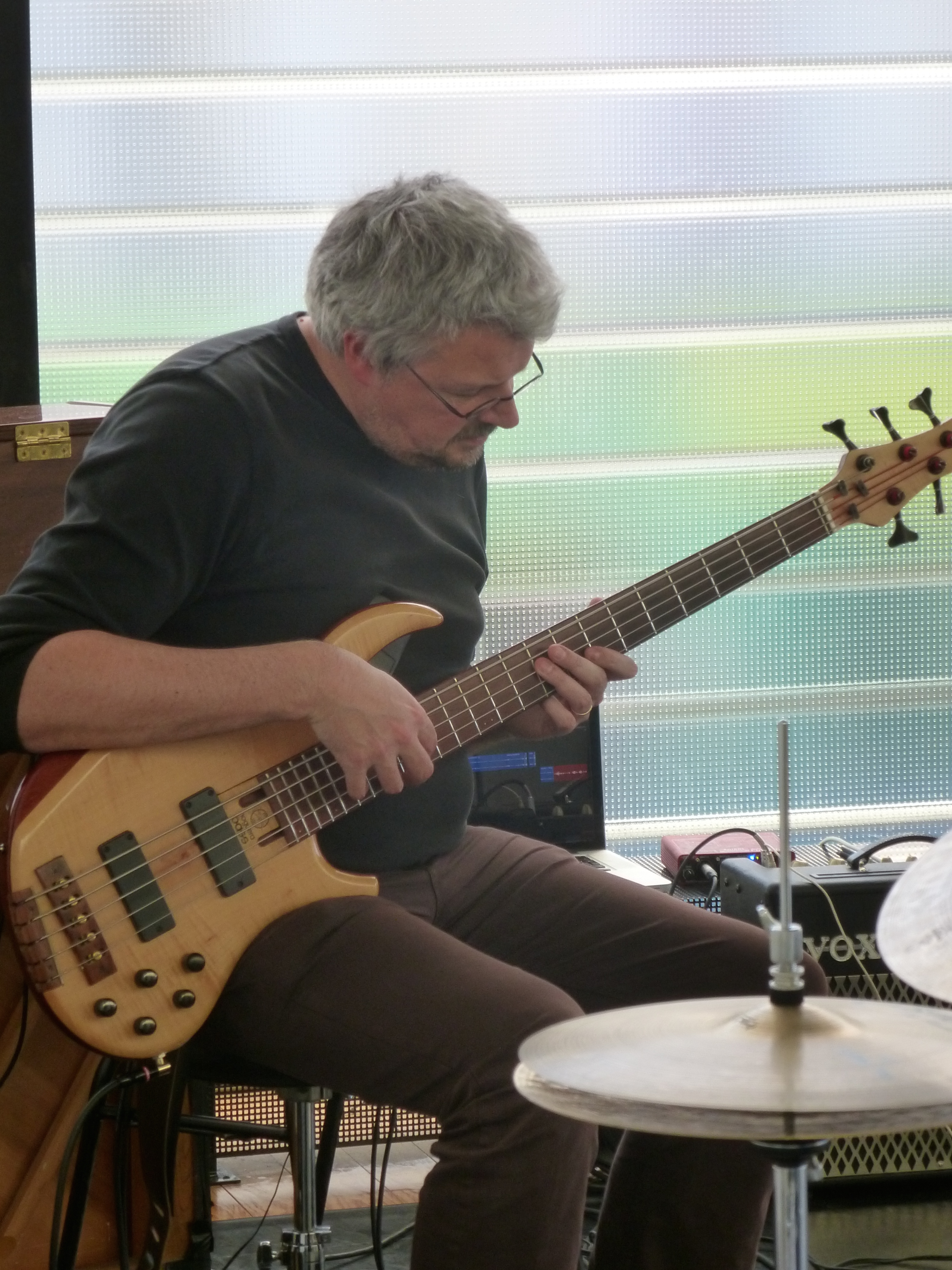

سيلفان تشوميت (بالفرنسية:  [ʃɔmɛ] ؛ من مواليد 10 نوفمبر 1963) مخرج أفلام رسوم متحركة وكاتب هزلي فرنسي ورسام رسوم متحركة.

## مهنة مبكرة
ولد في ميزون-لافيت، Seine-et-Oise (حاليا إيفلين)، بالقرب من باريس، درس الفن في المدرسة الثانوية حتى تخرج في عام 1982. انتقل تشوميت إلى لندن في عام 1988 للعمل كرسام رسوم متحركة في استوديو ريتشارد بوردوم. في سبتمبر من ذلك العام، أسس عيادة مستقلة تعمل على الإعلانات التجارية لعملاء مثل الإمارة ورينو وسوينتون وسويس إير.
بالإضافة إلى حياته المهنية في الرسوم المتحركة، ابتكر Chomet العديد من القصص المصورة المطبوعة، بدءًا من عام 1986 مع أسرار اليعسوب. في عام 1992، كتب تشوميت سيناريو فيلم خيال علمي مصور بعنوان الجسر في الطين . 1993 منشار Chomet كتابة قصة ل يون-لا-جاء ، التي تم وضعها من قبل نيكولاس دي كرسي ل À Suivre المجلة. نُشر هذا في عام 1995 وحصل على جائزة رينيه جوسيني في عام 1996. وفي عام 1997، نشر تشوميت كتابًا بعنوان: Ugly، Poor and Sick ، مرة أخرى مع نيكولاس دي كريسي. وقد نالهم هذا جائزة ألف-آرت لأفضل كوميديا في مهرجان أنغوليم للرسوم الهزلية.

## السيدة العجوز والحمام
في عام 1991، بدأ Chomet العمل في أول فيلم رسوم متحركة له، The Old Lady and the Pigeons  (La Vieille Dame et les pigeons)، بخلفيات صممها دي كريسي. في عام 1993، انتقل تشوميت إلى كندا. خلال عامي 1995 و 1996، أنهى عمله في The Old Lady and the Pigeons . حصل الفيلم القصير على جائزة BAFTA ، والجائزة الكبرى في مهرجان Annecy الدولي لأفلام الرسوم المتحركة لعام 1997، وجائزة Cartoon d'or ، بالإضافة إلى جائزة الجمهور وجائزة لجنة التحكيم في مهرجان Angers Premiers Plans. كما حصل على ترشيح أوسكار لأفضل فيلم رسوم متحركة قصير. 

## ثلاثة توائم من بيلفيل
تم ترشيح أول فيلم رسوم متحركة طويل لـ Chomet ، The Triplets of Belleville (Les Triplettes de Belleville ، أو Belleville Rendez-vous في المملكة المتحدة) لجائزتي أوسكار في عام 2003 (أفضل فيلم رسوم متحركة وأفضل أغنية)، وقدم اسم Chomet إلى جمهور أوسع بكثير.
عند إصدار The Triplets of Belleville ، اتهم نيكولاس دي كريسي Chomet بالسرقة الأدبية لعمله، مشيرًا إلى أنه سبب حل تعاونهم.  النمط المرئي لثلاثي بيلفيل يشبه إلى حد كبير العمل السابق لرواية نيكولا دي كريسي الرسومية لعام 1994 Le Bibendum Céleste . 

## المخادع
كان فيلم Chomet التالي هو The Illusionist (L'Illusionniste)، والذي عُرض لأول مرة في مهرجان برلين السينمائي الدولي الستين في فبراير 2010،  بعد العديد من التأخيرات (كان من المقرر إطلاقه لأول مرة في عام 2007).  إن المخادع ، مثل عمل تشوميت السابق، له جذوره في الثقافة الفرنسية الشعبية في منتصف القرن العشرين. وهو مبني على نص غير منتج كتبه جاك تاتي في عام 1956  كرسالة شخصية إلى ابنته الكبرى المنفصلة، ويمثل نسخة متحركة من تاتي بنفسه. تم تصميمه في الأصل من قبل تاتي كرحلة حب واكتشاف تأخذ شخصيتين عبر أوروبا الغربية إلى براغ.  تقول تشوميت إن «تاتي أرادت الانتقال من الكوميديا المرئية البحتة وتجربة قصة أعمق عاطفياً»  وتذكر أن «الأمر ليس رومانسيًا، بل هو علاقة أب وابنة».  كلف صنعها ما يقدر بـ 10 ملايين جنيه إسترليني وتم تمويلها من قبل Pathé Pictures .
وفقًا لقراءة عام 2006 لنص المخادع في مدرسة لندن للسينما التي قدمها Chomet ، «كتب الكوميدي الفرنسي العظيم جاك تاتي سيناريو The Illusionist وكان ينوي جعله فيلمًا حيًا مع ابنته.»

## وصلات خارجية
سيلفان تشوميت على imdb
1. 1 2  Who's Who in Animated Cartoon: An International Guide to Film and Television's Award-Winning and Legendary Animators (بالإنجليزية). New York: Hal Leonard LLC. 2006. Chomet, Sylvain. ISBN:978-1-55783-671-7. LCCN:2006001680. OCLC:63187407. OL:8602327M. QID:Q36463449.
2. ↑  BD Gest' | Sylvain Chomet (بالفرنسية), QID:Q2876969
3. ↑  Babelio | Sylvain Chomet (بالفرنسية), QID:Q2877812